# Acebo (Cáceres)
Pour les articles homonymes, voir Acebo.
Acebo est une commune d’Espagne, dans la province de Cáceres, communauté autonome d'Estrémadure.

## Situation géographique
Acebo est à 4 km d'Hoyos (Espagne), 104 km de Cáceres (Espagne), 147 km de Salamanque, 59 km de Ciudad Rodrigo, 36 km de Coria, 178 km de Mérida (Espagne), 315 km de Madrid.
Acebo est au Nord Ouest de la communauté autonome d'Estrémadure et de la province de Cáceres à la limite avec la communauté autonome de Castille-et-León et la province de Salamanque. Le point culminant est
le Mont Jalama a 1492 mètres d'altitude.

## Climat
Acebo a un micro-climat qui facilite la culture en soulignant divers fruits, y compris les oranges et les citrons. Le climat est caractérisé par des étés chauds et des hivers doux. Les nuits en été sont généralement agréable, en raison de la douce brise qui persiste jusqu'à l'aube.

## Période de fêtes
Le village est surtout vivant en juillet-août quand les gens reviennent dans leurs résidences secondaires. Des fêtes sont organisées tous les étés avec des concerts, des activités... Le village possède de nombreux bars et des piscines naturelles.